# Caligopsis dondoni
Caligopsis dondoni är en fjärilsart som beskrevs av Anton Heinrich Fassl 1922. Caligopsis dondoni ingår i släktet Caligopsis och familjen praktfjärilar. Inga underarter finns listade i Catalogue of Life.